# 山住克己
山住 克己（やまずみ かつみ 、1898年10月11日 - 1986年2月19日）は、日本の大蔵官僚、銀行家。

## 来歴
東京府立一中を1916年に卒業後、一高を経て、東京帝国大学法学部入学。1921年11月、高等試験行政科合格。翌年1922年3月、帝大法学部法律学科卒業。同年4月、大蔵省入省。
1936年4月、東京税務監督局総務部長を経て、翌年6月から7月にかけて同局長心得。1941年7月から大蔵省理財局会社部長、同年12月に理財局長就任。1942年10月から陸軍司政長官として南方軍軍政総監部付となり財務部長を務める。陸軍司政官として河野一之が補佐した。のち第7方面軍軍政総監部付となる。
戦後の1946年12月から翌年9月にかけて、庶民金庫理事長を務める。1947年10月から1950年10月にかけて、公職追放にあう。その間、1948年8月から1951年10月にかけて日本無尽株式会社副社長に。1951年10月から1961年11月にかけて日本相互銀行副社長を務めた。以後、山叶証券理事長、新制新日本証券取締相談役。

## 親族
- 長男 山住正己（第9代東京都立大学 (1949-2011)総長）